# Pec-pg
O PEC-PG, Programa de Estudantes-Convênio de Pós-Graduação, foi criado em 1981, após estabelecimento do PEC-G. O PEC-PG é voltado a cidadãos de países em desenvolvimento países com os quais o Brasil possui acordo de cooperação cultural e/ou educacional. O Programa oferece bolsas de formação em cursos de pós-graduação stricto sensu (mestrado e doutorado) em Instituições de Ensino Superior IES brasileiras. 
O Programa é administrado em parceria por três órgãos: Ministério das Relações Exteriores, por meio da Divisão de Temas Educacionais (DCE), a quem cabe a divulgação do Programa no exterior e o pagamento das passagens de retorno dos estudantes;
Ministério da Educação, por meio da Coordenação de Aperfeiçoamento de Pessoal de Nível Superior Capes, a quem cabe a seleção e o pagamento das bolsas de pós-graduação; e, pelo Ministério da Ciência, Tecnologia e Inovação, por meio do Conselho Nacional de Desenvolvimento Científico e Tecnológico, a quem cabe a seleção e o pagamento das bolsas de pós-graduação.